# Codemasters
Codemasters est une entreprise britannique de développement et d'édition de jeux vidéo fondée en octobre 1986. D'envergure internationale, elle est basée dans le Warwickshire (au Royaume-Uni) et dispose de filiales européennes en Allemagne, France, Espagne et Benelux, ainsi que d'un siège aux États-Unis pour le marché américain.

## Histoire

### Débuts
Fondé en 1986 par Richard et David Darling (ancien employé chez Mastertronic), Codemasters s'établit dans le marché croissant du ZX Spectrum, grâce principalement à des jeux de puzzles permettant aux joueurs l'usage de différents objets, comme la série Dizzy. Ancré dans le ZX Spectrum, Codemasters se concentre par la suite sur d'autres plateformes de jeux vidéo incluant Commodore 64, Commodore 16, BBC Micro, Acorn Electron, Amstrad CPC, Atari 8-bit, Commodore Amiga et Atari ST. En 1990, Codemasters développe une cartouche appelée Power Pak, plus tard renommée Game Genie. Il s'agit d'une cartouche de triche adaptée pour la NES, distribuée aux États-Unis par Galoob, et au Canada par Camerica. Dans le cas de l'affaire Lewis Galoob Toys, Inc. v. Nintendo of America, Inc., Nintendo poursuit Galoob en justice pour des problèmes de droits d'auteur.
Entre 1998 et 2003, Codemasters domine le marché de la console de jeux vidéo en s'associant avec la société Jester Interactive Limited afin de créer un logiciel de création musical, sur PlayStation, PlayStation 2 et PC, sous les noms de MUSICtm, Music 2000 (MTV Music Generator) et MTV Music Generator 2. En 2003, ce partenariat est dissout lorsque Jester fait paraître son produit Music 3000. Codemasters fait paraître son dernier jeu du genre intitulé MTV Music Generator 3, en 2004. Codemasters continue le développement de jeux vidéo tels que les séries TOCA Touring Car, Colin McRae Rally, Brian Lara Cricket et Operation Flashpoint.
En 2005, Codemasters est classé comme le meilleur développeur indépendant de jeux vidéo sur la liste Develop 100.

### Depuis 2007
En avril 2007, le groupe Warner Bros. Home Entertainment signe un accord de distribution avec Codemasters pour les futurs jeux de la société en Amérique du Nord pour fin mai 2008. Toujours en avril, Codemasters lance le jeu de rôle en ligne massivement multijoueur, Le Seigneur des anneaux online en Europe en association avec Turbine. En juin, Codemasters est racheté par Balderton Capital, et changent de logo. Plus tard ce même mois, ils font paraître le dernier jeu de la série Colin McRae Rally, intitulé Colin McRae: Dirt. Ils font également paraître Overlord et Clive Barker's Jericho. À la suite du décès de Colin McRae, le 15 septembre 2007, la société Codemasters publie un article de presse dans lequel elle présente toutes ses condoléances à la famille.
En mars 2008, Codemasters annonce un nouveau contrat avec Majesco. Ce nouveau contrat se concentre sur la parution de jeux sur Nintendo DS et Wii, comme Nanostray 2, Toy Shop, Cake Mania 2 et Nancy Drew: The Mystery of the Clue Bender Society sur DS, et Wild Earth: African Safari, Our House et Cake Mania sur Wii. En mai, Codemasters remporte la licence Formula 1. Codemasters fait paraître son premier jeu Formula 1, F1 2009 sur Wii et PlayStation Portable en automne 2009, et un jeu similaire, F1 2010, sur PC, PlayStation 3, et Xbox 360 en 2010 ; le jeu utilise d'ailleurs le même moteur que Colin McRae: Dirt 2. Le 8 avril 2008, Sega annonce la fermeture de Sega Racing Studio, sans raison apparente excepté les ventes désastreuses de Sega Rally Revo. Le 25 avril 2008, Codemasters rachète Sega Racing Studio. Le studio est dirigé par Guy Wilday, qui s'est auparavant impliqué dans les jeux Colin McRae Rally et anciennement à la tête du studio et de l'équipe de développement.
Le 5 avril 2010, Reliance Entertainment, acquiert 50 % des actions de la société. Plus tard en 2010, Codemasters lance une version gratuite de Le Seigneur des anneaux online. Prévu pour le 10 septembre 2010, il est reporté pour des raisons contractuelles et lancé le 2 novembre 2010. En mai 2011, Codemasters donne les droits de Le Seigneur des anneaux online en Europe à Turbine, Inc.. Le 3 juin 2011, le site Codemasters.com est attaqué et des informations personnelles en provenance des comptes utilisateurs ont été volées. Le 9 juin 2013, Reliance Entertainment possède désormais 60,41 % des actions de la société.
En novembre 2019, Codemasters acquiert Slightly Mad Studios et son titre phare, Project CARS, pour 30 millions de dollars.
En novembre 2020, Take-Two confirme une potentielle acquisition de Codemasters, pour 820 millions d’euros. L'accord est accepté quelques jours plus tard avec pour finalité d'être effectif en début d’année 2021. Cependant, Electronic Arts annonce une offre d’environ 1 milliard d'euros, contrant ainsi celle de Take Two et mettant en suspens le deal autrefois accepté.
Le 15 décembre 2020, l'accord entre EA et Codemasters est entériné pour une valeur de 1,2 milliard de dollars. L'acquisition devrait être officialisée au cours du premier trimestre 2021. Le 18 février 2021, Codemasters rejoint officiellement la famille Electronic Arts.

## Studios
- Codemasters Southam, studio principal et quartier général
- Codemasters Birmingham, acquis par Swordfish Studios en novembre 2008[24]. Développeurs de F1 2010, F1 2011, F1 2012, F1 Race Stars et F1 2013. Situé à Tricorn House, Edgbaston.
- Codemasters Studio Cheshire (ex-Evolution Studios, racheté après la fermeture en 2016[25]).
- Slightly Mad Studios, acheté en novembre 2019.
- Codemasters Studio Pune à Pune, Inde.
- Codemasters Studio Sdn Bhd à Kuala Lumpur, fondé en septembre 2006[26].